# Beta Sagittae
Beta Sagittae (6 Sagittae) é uma estrela na direção da Sagitta. Possui uma ascensão reta de 19h 41m 02.93s e uma declinação de +17° 28′ 34.0″. Sua magnitude aparente é igual a 4.39. Considerando sua distância de 466 anos-luz em relação à Terra, sua magnitude absoluta é igual a −1.39. Pertence à classe espectral G8II.